# Thymus pastoralis
Thymus pastoralis là một loài thực vật có hoa trong họ Hoa môi. Loài này được Iljin miêu tả khoa học đầu tiên năm 1954.